# Николай Кондратиев
Николай Дмитриевич Кондратиев (руски: Николай Дмитриевич Кондратьев) е руско-съветски икономист. Създадел на теорията за дълготрайните икономически цикли, известни като „цикли на Кондратиев“ или „дълги вълни на Кондратиев“. Тях той излага в книгата си „Главните икономически цикли“ (1925).
През 1926 година, публикува в берлинското списание „Archiv für Sozialwissenschaft und Sozialpolitik“ статията си „Дългите вълни на конюнктурата“, където представя сбито своите концепции. Името им идва от тяхната форма при графичното им изобразяване. Циклите на Кондратиев са 45 – 60 годишни, които той определя от значителни технологични промени, социални катаклизми и периодично обновяване на основните капиталови стоки. Предвижда шест цикъла, обхващащи историческия период от 1803 до 2060 година.
Вълните на Кондратиев се състоят от фази на висок растеж, редувани от периоди на забавяне. Всяка една от тях условно се разделя на четири периода: просперитет, рецесия, депресия, подобряване. Изследванията и изводите му се базират на емпиричен анализ и задълбочено изучаване на голям брой икономически показатели, от различни страни и за достатъчно дълги интервали от време, обхващащи 100 – 150 години. Тези показатели са най-вече равнищата и индексите на цените и търговската статистика, но също така и държавните дългови книжа, номиналната работна заплата, показателите на външнотърговския оборот, добива на въглища, злато, производството на олово, чугун и много други.
Теоретично обосновава Новата икономическа политика (НЕП) въведена от Ленин, която заедно с Александър Чаянов и други видни икономисти подкрепят и защитават. По-късно, след смъртта Ленин, политиката бива изоставена от Йосиф Сталин, който я замества с първия петгодишен план и се въвежда планираната централизирана икономика.
На 19 юни 1930 година, бива арестуван по фалшиви и скалъпени обвинения, за членство в нелегална селско-работническа партия. На 26 януари 1932 година, е осъден на 8 години затвор. На 17 септември 1938 година, Върховният съд на СССР го осъжда на смърт и още на същия ден бива разстрелян, навръх Голямата чистка. Реабилитиран два пъти – за първи път през май 1963 година и повторно (заедно с Ал. Чаянов) на 16 юли 1987 година.
Aвтор е на голям брой статии и книги, но става световноизвестен със своята работа по дефинирането и изучаването на дългите икономически цикли в икономиката.